# NR Весов
NR Весов (лат. NR Librae) — одиночная переменная звезда в созвездии Весов на расстоянии приблизительно 675 световых лет (около 207 парсеков) от Солнца. Видимая звёздная величина звезды — от +11,5m до +10,9m.

## Характеристики
NR Весов — красная эруптивная переменная звезда типа RS Гончих Псов (RS) спектрального класса M. Эффективная температура — около 3200 К.